# Gayenna chrysophila
Gayenna chrysophila är en spindelart som beskrevs av Mello-Leitao 1926. Gayenna chrysophila ingår i släktet Gayenna och familjen spökspindlar. Inga underarter finns listade i Catalogue of Life.